# Bão Mặt Trời tháng 8 năm 1972

"Tia sáng cá ngựa", một ngọn lửa Mặt Trời hai dải cường độ mạnh, bùng phát từ vùng hoạt động McMath 11976 vào ngày 7 tháng 8 năm 1972 theo ghi nhận của Đài thiên văn Mặt Trời Big Bear (BBSO).

Bão Mặt Trời tháng 8 năm 1972 là một loạt các sự kiện proton Mặt Trời và bão Mặt Trời có cường độ mạnh trong lịch sử, xảy ra vào tháng 8 năm 1972, trong chu kỳ Mặt Trời 20. Cơn bão đã gây ra nhiễu loạn mạng lưới điện và thông tin liên lạc trên diện rộng ở phần lớn Bắc Mỹ cũng như gây gián đoạn vệ tinh. Vào ngày 4 tháng 8 năm 1972, cơn bão đã vô tình làm nổ nhiều thủy lôi Mỹ gần Hải Phòng, miền Bắc Việt Nam. Cơn bão cũng ghi nhận thời gian dịch chuyển ngắn nhất từng có từ Mặt Trời đến Trái Đất.

## Đặc điểm

### Vùng vết đen Mặt Trời
Hoạt động bùng phát Mặt Trời đáng kể nhất được phát hiện xảy ra từ ngày 2 tháng 8 đến ngày 11 tháng 8. Hầu hết hoạt động Mặt Trời quan trọng phát ra từ vùng vết đen Mặt Trời McMath 11976 (MR 11976) đang hoạt động (vùng vết đen Mặt Trời là một cụm các cặp vết đen Mặt Trời). McMath 11976 cực kỳ phức tạp về mặt từ tính. Kích thước của nó lớn tuy không đến mức quá lớn. McMath 11976 gây ra 67 đợt bùng phát (4 trong số này thuộc lớp X) trong thời gian nó đối mặt với Trái Đất, từ ngày 29 tháng 7 đến ngày 11 tháng 8. Nó cũng gây ra một vài đợt bùng phát ánh sáng trắng. Vùng hoạt động này có thời gian sống dài. Nó tồn tại qua 5 chu kỳ quay Mặt Trời, đầu tiên được ký hiệu là vùng 11947 khi nó đối diện với Trái Đất, sau đó biến mất khi quay về phía xa của Mặt Trời, sau đó quay trở lại với các ký hiệu vùng 11976, 12007, 12045 và 12088.

### Bùng phát ngày 4 tháng 8

#### Các hiệu ứng điện từ
Vụ bùng phát ngày 4 tháng 8 gây ra sự kiện proton Mặt Trời (SPE) ở xung quanh và cơn bão từ dữ dội trên Trái Đất là một trong những vụ bùng phát lớn nhất khoa học từng ghi nhận. Vụ bùng sáng này làm bão hòa cảm biến tia X của Solrad 9 ở mức X5,3 và được ước tính là ở mức X20, ngưỡng R5 rất hiếm khi đạt được trên thang đo thời tiết không gian mất điện vô tuyến NOAA.  Một vụ nổ vô tuyến 76.000 sfu được đo ở tần số 1 GHz. Đây là một đợt bùng phát thời gian rất dài, tạo ra phát xạ tia X cao hơn mức nền trong hơn 16 giờ. Lần đầu tiên phát xạ hiếm trong phổ tia gamma ({\displaystyle \gamma }) đã được phát hiện, vào cả ngày 4 tháng 8 và ngày 7 tháng 8, bởi OSO 7. Sự phát xạ điện từ phổ rộng của ngọn lửa bùng phát lớn nhất được ước tính đã giải phóng 1-5 x 1032 ergs năng lượng.

#### CME và đám mây nhật hoa
Thời gian tới lúc xuất hiện vụ phun trào nhật hoa (CME) và đám mây nhật hoa đi kèm là 14,6 tiếng, đạt kỷ lục thời gian ngắn nhất tính tới tháng 11 năm 2018 (thời gian thông thường là khoảng 2-3 ngày). Một loạt các vụ bùng phát và CME trước đó đã quét sạch môi trường liên hành tinh của các hạt, tạo điều kiện cho sự xuất hiện nhanh chóng của một quá trình tương tự như cơn bão Mặt Trời năm 2012. Sau khi chuẩn hóa thời gian dịch chuyển của các sự kiện cực đoan đã biết khác thành 1 AU tiêu chuẩn (để xét đến sự thay đổi của khoảng cách giữa Trái Đất và Mặt Trời trong suốt cả năm), một nghiên cứu cho thấy bùng phát cực nhanh ngày 4 tháng 8 là một ngoại lệ so với tất cả các sự kiện đã biết khác, kể cả cơn bão Mặt Trời lớn năm 1859, cơn bão Mặt Trời cực đoan nhất từng được biết đến (còn được gọi là "sự kiện Carrington"). Tốc độ phóng ước tính là 2,850 km/s (1,771 mi/s).
Tốc độ gió Mặt Trời gần Trái Đất cũng có thể đã phá kỷ lục và được ước tính là đã vượt trên 2.000 km/s (1.200 mi/s). Tốc độ này không thể đo trực tiếp vì độ cao quá lớn. Phân tích từ lưu đồ ở đảo Guam cho thấy sóng xung kích đi qua từ quyển với tốc độ 3.080 km/s (1.910 mi/s) và thời gian hình thành bão bất ngờ (SSC - sudden storm commencement) ngắn đến mức đáng kinh ngạc là 62 giây. Cường độ từ trường ước tính là 73-103 nT và cường độ điện trường lớn hơn 200 mV/m, được tính tại 1 AU.

#### Sự kiện hạt Mặt Trời
Phân tích dựa trên dữ liệu của đài quan sát Mặt Trời không gian IMP-5 (còn gọi là Explorer 41) cho thấy thông lượng ion trên 10 ‐ MeV đạt 70.000 cm−2 s−1 sr−1, đưa nó đến gần mức NOAA S5 cực kỳ hiếm khi đạt tới trên thang bức xạ Mặt Trời. Thông lượng ở các mức năng lượng khác như >1 MeV, >30 MeV và >60 MeV cũng đạt tới mức cực hạn, và người ta cũng ước tính như vậy với mức >100 MeV. Cơn bão hạt dẫn đến sự suy giảm ozone khoảng 46% tại tầng bình lưu cực bắc bán cầu ở độ cao 50 km (31 mi) trong vài ngày trước khi khí quyển phục hồi và tồn tại trong 53 ngày ở độ cao thấp hơn 39 km (24 mi).
Gió Mặt Trời cường độ mạnh và các cơn bão hạt liên quan đến CME đã tạo ra một trong những mức giảm bức xạ tia vũ trụ từ bên ngoài Hệ Mặt Trời lớn nhất, được gọi là sự giảm Forbush, từng quan sát thấy. Cuộc tấn công của hạt năng lượng Mặt Trời (SEP) mạnh đến mức làm suy yếu một phần sự giảm Forbush. Khi SEP đến bề mặt Trái Đất, nó đã gây ra sự kiện trên mặt đất (GLE).

#### Bão từ
Vụ bùng phát và phun trào ngày 4 tháng 8 đã gây ra những tác động từ đáng kể đến cực đoan đối với từ quyển của Trái Đất, phản ứng theo cách phức tạp bất thường. Chỉ số thời gian nhiễu động bão (disturbance storm time index - Dst) chỉ là -125 nT, gần vượt ra khỏi ngưỡng "cường độ cao" tương đối phổ biến. Ban đầu, một phản ứng địa từ đặc biệt xảy ra và một số cơn bão cực mạnh xảy ra cục bộ sau đó, nhưng sự xuất hiện của các CME tiếp theo với từ trường hướng về phía bắc được cho là đã làm thay đổi từ trường liên hành tinh (IMF) từ hướng ban đầu theo hướng nam sang hướng bắc, do đó, về cơ bản đã ngăn chặn đáng kể hoạt động địa từ vì vụ nổ Mặt Trời bị lệch hướng so với Trái Đất. Một nghiên cứu ban đầu đã phát hiện ra một phạm vi bất đối xứng lớn ≈450 nT. Một nghiên cứu năm 2006 cho thấy nếu có sự định hướng thuận lợi về phía nam của IMF thì Dst có thể đã vượt qua mức 1.600 nT, tương đương với sự kiện Carrington năm 1859.
Các máy đo từ tính ở Boulder, Colorado, Honolulu, Hawaii, và ở những nơi khác cao vượt mức. Các trạm ở Ấn Độ đã ghi nhận xung từ đột ngột (GSIs) là 301-486 nT. Chỉ số AE đạt đỉnh ước tính hơn 3.000 nT và chỉ số K (Kp) đạt mức 9 trong vài khoảng thời gian hàng giờ (tương ứng với cấp NOAA G5).
Từ quyển bị nén nhanh với khoảng cách từ giảm xuống còn 4-5 RE và khoảng cách plasma giảm xuống còn 2RE hoặc thấp hơn. Đây là sự co lại từ một nửa tới hai phần ba kích thước của từ quyển trong điều kiện bình thường, với chiều dài nhỏ hơn 20,000 km (12,427 mi). Áp suất động của gió Mặt Trời tăng tới khoảng 100 lần mức bình thường, dựa trên dữ liệu từ vệ tinh Prognoz 1.

## Tác động

### Các thiết bị vũ trụ
Vào ngày 2 tháng 8, các nhà thiên văn lần đầu báo cáo về các vụ bùng phát bất thường, sau đó được các tàu không gian chứng thực. Vào ngày 3 tháng 8, Pioneer 9 đã phát hiện thấy sóng xung kích và tốc độ gió Mặt Trời tăng đột ngột từ khoảng 217–363 mi/s (349–584 km/s). Một sóng xung kích truyền qua Pioneer 10, cách Mặt Trời 2,2 AU vào thời điểm đó. Từ quyển bị co thắt mạnh khiến nhiều vệ tinh vượt ra ngoài phạm vi bảo vệ của từ trường Trái Đất, những giao cắt ranh giới như vậy vào đường dẫn từ dẫn đến các điều kiện thời tiết không gian thất thường và khả năng bắn phá hủy diệt của các hạt Mặt Trời. Các mảng pin năng lượng Mặt Trời của vệ tinh viễn thông Intelsat IV F-2 đã bị suy giảm 5%, tương đương khoảng 2 năm hao mòn. Sự cố mất điện trên quỹ đạo đã kết thúc sứ mệnh của vệ tinh quân sự DSCS II (Hệ thống Truyền thông Vệ tinh Quốc phòng). Sự gián đoạn của thiết bị điện tử quét DMSP (Chương trình vệ tinh khí tượng quốc phòng) đã gây ra các chấm sáng bất thường trong hình ảnh cực nam.

### Các hiệu ứng trên mặt đất và cực quang
Vào ngày 4 tháng 8, một cực quang xuất hiện tỏa sáng rực rỡ đến nỗi những cái bóng đổ xuống tận bờ biển phía nam của Vương quốc Anh và tiếp tục đổ về phía Nam tới Bilbao, Tây Ban Nha ở 46° vĩ độ địa từ. Kéo dài đến ngày 5 tháng 8, cơn bão địa từ dữ dội tiếp tục và cực quang di chuyển nhanh có thể nhìn thấy vào giữa trưa từ các vùng tối của Nam bán cầu.
Hiệu ứng đối với tần số vô tuyến rất nhanh chóng và dữ dội. Mất điện vô tuyến bắt đầu gần như ngay lập tức ở phía được chiếu sáng của Trái Đất trên dải tần số cao và các dải dễ bị tổn thương khác. Các tầng Kennelly-Heaviside ở vĩ độ trung bình đã xuất hiện vào ban đêm.
Dòng điện cảm ứng địa từ (GIC) đã được tạo ra và gây nhiễu lưới điện đáng kể trên khắp Canada và trên phần lớn miền đông và miền trung Hoa Kỳ, với các dị thường mạnh được báo cáo từ những vùng phía nam như Maryland và Ohio, dị thường vừa phải ở Tennessee và dị thường yếu ở Alabama và bắc Texas. Sự sụp điện áp 64% trên đường nối giữa North Dakota và Manitoba có thể đã gây ra sự cố hệ thống nếu xảy ra trong giờ cao điểm. Nhiều trụ sở của Hoa Kỳ ở những khu vực này báo cáo không có xáo trộn lớn. Người ta cho rằng địa chất đá lửa có thể là một yếu tố, cũng như vĩ độ địa từ và sự khác biệt về đặc điểm hoạt động của các mạng lưới điện tương ứng. Manitoba Hydro báo cáo rằng điện đi theo chiều từ Manitoba đến Hoa Kỳ đã giảm mạnh 120MW trong vòng vài phút. Các rơ le bảo vệ đã được kích hoạt nhiều lần ở Newfoundland.
Một sự cố mất điện dọc theo cáp đồng trục L4 của AT&T giữa Illinois và Iowa. Các biến động từ trường (dB/dt) ≈800 nT/phút được ước tính cục bộ tại thời điểm đó và tốc độ biến động đạt đỉnh >2,200 nT/phút ở miền trung và miền tây Canada, mặc dù sự cố mất điện rất có thể là do sự tăng cường nhanh chóng của tia điện theo hướng đông của tầng điện ly. AT&T cũng chứng kiến một mức tăng áp 60 volt trên đường cáp điện thoại của họ giữa Chicago và Nebraska. Một điện trường cảm ứng được đo ở mức 7,0 V/km. vượt quá ngưỡng tắt của dòng diện cao. Cơn bão cũng được phát hiện ở các khu vực có vĩ độ thấp như Philippines và Brazil, cũng như Nhật Bản.

### Hoạt động quân sự

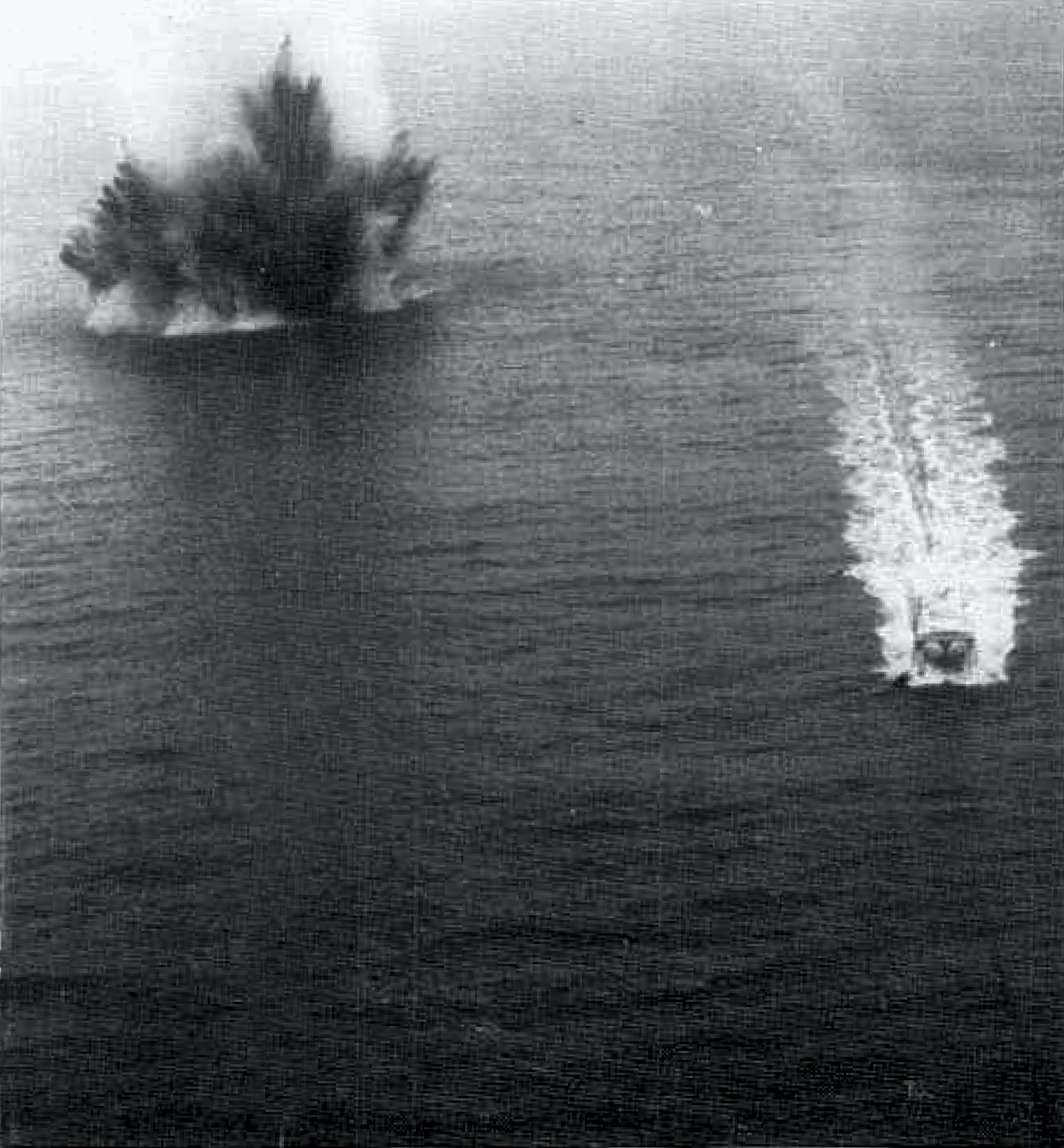
Thủy lôi của Mỹ nổ ở Hải Phòng trong đợt rà phá thủy lôi của Hải quân Mỹ (tháng 3 năm 1973).

Vệ tinh Vela của Không quân Hoa Kỳ đã nhầm lẫn đó là một vụ nổ hạt nhân, nhưng điều này đã nhanh chóng được xử lý bởi các nhân viên theo dõi dữ liệu trong thời gian thực.
Hải quân Hoa Kỳ đã kết luận trong các văn bản giải mật, rằng vụ nổ này dường như là vụ nổ tự phát của hàng chục bãi thủy lôi ở biển bị ảnh hưởng do từ tính (DSTs) trong vòng khoảng 30 giây trong khu vực Hòn La (vĩ độ từ ≈9 °) rất có khả năng kết quả của một cơn bão Mặt Trời dữ dội. Một nguồn tin cho rằng 4.000 quả thủy lôi đã được kích nổ. Người ta biết được rằng các cơn bão Mặt Trời đã gây ra nhiễu loạn địa từ trên mặt đất nhưng quân đội vẫn chưa biết liệu những tác động này có đủ cường độ hay không. Nó đã được xác nhận là có thể trong một cuộc họp của các nhà điều tra Hải quân tại Trung tâm Môi trường Không gian NOAA (SEC) cũng như các cơ sở và chuyên gia khác.

### Phi hành gia
Xảy ra giữa chương trình Apollo, cơn bão đã được theo dõi từ lâu bởi NASA. Apollo 16 đã trở về Trái Đất vào tháng 4, và sứ mệnh cuối cùng của Apollo là Hạ cánh lên Mặt Trăng được lên kế hoạch vào tháng 12 năm sau. Những người bên trong mô-đun chỉ huy của Apollo sẽ được che chắn khỏi 90% bức xạ, vẫn có thể khiến các phi hành gia mắc Hội chứng bức xạ cấp tính nếu họ nằm bên ngoài từ trường bảo vệ của Trái Đất. Đó là trường hợp của nhiệm vụ trên mặt trăng. Một người đi bộ trên mặt trăng hoặc một người hoạt động ngoại vi trên quỹ đạo có thể phải đối mặt với những bệnh cấp tính nghiêm trọng và có khả năng gây tử vong. Nguy cơ mắc bệnh ung thư tăng cao là không thể tránh khỏi bất kể vị trí của phi hành gia hay tàu vũ trụ. Đây là một trong số ít các cơn bão Mặt Trời xảy ra trong Thời đại vũ trụ có thể gây ra bệnh nặng và nguy hiểm nhất cho đến nay. Nếu hoạt động Mặt Trời cường độ cao nhất vào đầu tháng 8 xảy ra trong một nhiệm vụ, nó sẽ buộc người ta phải thực hiện các biện pháp dự phòng, thậm chí là hạ cánh khẩn cấp để điều trị y tế.

## Tác động lên khoa học và xã hội
Cơn bão này là một sự kiện quan trọng đối với ngành khoa học nghiên cứu về thời tiết vũ trụ. Nhiều bài báo nghiên cứu đã được công bố trong những năm sau đó và trong suốt hai thập niên 1970 và 1980, cùng với nhiều cuộc điều tra nội bộ và thay đổi chính sách. Gần 50 năm sau khi cơn bão xảy ra, vào tháng 10 năm 2018, tờ báo Space Weather thuộc American Geophysical Union (AGU) công bố một nghiên cứu về nó. Các nghiên cứu ban đầu cũng như các nghiên cứu phân tích lại sau này chỉ có thể thực hiện được do các cơ sở giám sát ban đầu được lắp đặt trong Năm Địa vật lý Quốc tế (IGY) năm 1957-1958 và sự hợp tác khoa học toàn cầu sau đó để duy trì các cơ sở dữ liệu. Dữ liệu ban đầu trên mặt đất từ các trạm mặt đất và khinh khí cầu sau đó được kết hợp với dữ liệu từ các đài quan sát trong không gian để tạo thành thông tin đầy đủ hơn nhiều so với những gì có thể trước đây. Cơn bão này là một trong những cơn bão đầu tiên được ghi nhận rộng rãi của Thời đại Vũ trụ còn non trẻ. Nó thuyết phục cả quân đội và NASA xem xét thời tiết không gian một cách nghiêm túc và theo đó dành nguồn lực cho việc theo dõi và nghiên cứu.
Các tác giả của bài báo năm 2018 đã so sánh cơn bão năm 1972 với cơn bão lớn năm 1859 ở một số khía cạnh về cường độ. Họ cho rằng đó là một cơn bão cấp Carrington. Các nhà nghiên cứu khác kết luận rằng sự kiện năm 1972 đã có thể được so sánh với sự kiện năm 1859 như một cơn bão địa từ nếu các thông số định hướng từ trường thuận lợi hơn, hoặc như một "cơn bão kiểu Carrington không thành công", cũng là kết luận trong một báo cáo năm 2013 của Hiệp hội Kỹ thuật Hoàng gia.